# Artheneidae
Die Artheneidae sind eine Familie der Wanzen (Heteroptera) innerhalb der Teilordnung Pentatomomorpha. Sie zählte bis vor der Revision der Pentatomomorpha mit Schwerpunkt der Lygaeoidea durch Henry im Jahr 1997 als Unterfamilie zu den Bodenwanzen (Lygaeidae) und wurde danach in den Familienrang gestellt. Sie umfasst 8 Gattungen und 20 Arten. In Europa sind 8 Arten vertreten, von denen zwei auch in Mitteleuropa auftreten.

## Merkmale
Die kleinen Wanzen werden 2,5 bis 4 Millimeter lang und haben einen langgestreckt-eiförmigen Körperbau. Die meisten Arten haben voll ausgebildete Flügel (makropter) und sind auf der Rückenseite stark punktförmig strukturiert. Am Kopf fehlen Trichobothria. Die Seitenränder des Pronotums sind nach außen flach erweitert. Die Hinterflügel haben einen Hamus und Intervannal-Adern. Laterotergite am Hinterleib fehlen. Die Stigmen auf dem dritten bis siebten Hinterleibssegment liegen ventral, auf dem zweiten bei den meisten Arten dorsal, mit Ausnahme der Dilompinae, wo sie ebenso ventral liegen. Bei den Weibchen ist die Naht zwischen den Sterna vier und fünf am Hinterleib nicht verwachsen. Die Nymphen haben am Hinterleib dorsal drei Duftdrüsen.

## Verbreitung
Die Familie ist vor allem in der Paläarktis verbreitet. Auf der südlichen Hemisphäre kommen sie nur im Osten Australiens und in Neuseeland vor, eine Art ist im Norden der Neotropis verbreitet. Im Osten der USA sowie im tropischen Afrika wurden Vertreter der Familie eingeschleppt.

## Lebensweise
Das meiste von dem, was über die Lebensweise dieser Familie bekannt ist, ist auf das Wissen über die Lebensweise von Chilacis typhae sowie Holocranum saturejae begrenzt. Die Tiere sind flugfähig und leben nicht wie die meisten übrigen Vertreter der Lygaeoidea am Boden, sondern leben an den Fruchtständen ihrer Nahrungspflanzen (Rohrkolben (Typha)), wo sie an den Samen saugen. Die Überwinterung erfolgt vermutlich in Streu.

## Taxonomie und Systematik
Carl Stål beschrieb 1872 die Gruppe erstmals als Gruppe oberhalb der Gattungsebene. 1894 erhoben Lethierry & Severin die Gruppe in den Familienrang. Die meisten nachfolgenden Autoren betrachteten sie als Unterfamilie der Bodenwanzen (Lygaeidae). Die heute aktuelle Klassifikation der Gruppe entstand 1997 nach einer Revision der Pentatomomorpha mit Schwerpunkt der Lygaeoidea durch Henry. Er reklassifizierte die Unterfamilie der Bodenwanzen und stellte sie wieder in den Familienrang. Er betrachtet die Oxycarenidae als Schwestergruppe der Familie und begründet dies mit folgenden gemeinsamen Merkmalen: fehlende Laterotergite am Hinterleib; ausgebildeter Fortsatz an der Phallotheka und hexagonale Bruchstellen nach dem Schlupf bei den Eiern.
Die Familie umfasst folgende Unterfamilien und Gattungen:
- Unterfamilie Dilompinae
  - Gattung Dilompus (Australien)
    - Dilompus robustus Scudder, 1957
    - Dilompus woodwardi Malipatil, 1988
- Unterfamilie Nothochrominae
  - Gattung Nothochromus (Neuseeland)
    - Nothochromus maoricus Slater, Woodward & Sweet, 1962
- Unterfamilie Artheneinae (16 Arten; Paläarktis sowie im Osten der USA und im tropischen Afrika eingeschleppt)
  - Gattung Artheneidea
  - Gattung Artheneis
  - Gattung Chilacis
  - Gattung Holocranum
  - Gattung Teutates
- Unterfamilie Polychisminae
  - Gattung Polychisme (Kolumbien)
    - Polychisme ferruginosus (Stål, 1874)

Folgende Arten kommen in Europa vor:
- Artheneis alutacea Fieber, 1861
- Artheneis balcanica (Kormilev, 1938)
- Artheneis foveolata Spinola, 1837
- Artheneis hyrcanica (Kolenati, 1845)
- Artheneis intricata V.G. Putshkov, 1969
- Artheneis wagneri Ribes, 1972
- Chilacis typhae (Perris, 1857)
- Holcocranum saturejae (Kolenati, 1845)

## Belege